# Office fédéral autrichien de police criminelle
 (octobre 2012).
Si vous disposez d'ouvrages ou d'articles de référence ou si vous connaissez des sites web de qualité traitant du thème abordé ici, merci de compléter l'article en donnant les références utiles à sa vérifiabilité et en les liant à la section « Notes et références ».
L'Autriche dispose d'un Office fédéral de police criminelle au rôle analogue à celui de l'Office fédéral de police criminelle ( Allemagne).

## Missions
L'office fédéral de police criminelle avait son quartier général à Vienne. Plus connu comme BK, le Bundeskriminalamt est chargé de la coordination fédérale des enquêtes criminelles, assure la lutte contre le crime organisé, gérait une base de données fédérale sur les criminels et délinquants et assurait enfin la liaison avec Interpol et Europol.